# Gretchen Cryer
Gretchen Cryer (Dunreith, 17 de outubro de 1935) é uma atriz, cantora e compositora estadunidense. Mãe do também ator Jon Cryer. Estreiou na Broadway em 1962, e atuou até metade da década de 1980, sendo mais conhecida pela peça I’m Getting My Act Together and Taking It On the Road.

## Pessoal e Carreira
Filha de Louise Niven e Earl William Kiger. Frequentou DePauw University. Em uma de suas aulas de música, conheceu Nancy Ford, e tornaram-se grandes amigas. Essa amizade rendeu muitas composições no Teatro Lírico em Nova York. 
Seu primeiro trabalho For Reasons of Loyalty, produzido pela Universidade de Boston, foi escrito quando Gretche e Nancy cursavam pós graduação na Universidade de Yale.